# تشيستر إتش. غروس
تشيستر إتش. غروس هو فلاح وسمسار عقارات وسياسي أمريكي، ولد في 13 أكتوبر 1888 في East Manchester Township, Pennsylvania ‏ في الولايات المتحدة، وتوفي في 9 يناير 1973 في مقاطعة يورك في الولايات المتحدة. نشط حزبياً في الحزب الجمهوري. وقد انتخب عضو مجلس نواب بنسيلفانيا ‏ (1929 – 1930) وانتخب عضو مجلس النواب الأمريكي ‏.